# 유네스코 글로벌 학습도시 네트워크
유네스코 글로벌 학습도시 네트워크(UNESCO Global Network of Learning Cities, GNLC)는 유네스코가 전 세계 학습도시 간 협력 체계를 구성해 사례 공유, 정보 교환, 공동 프로젝트 기획 등을 통한 학습도시의 지속적인 발전을 지원하고자 마련한 것이다.

## 연혁
- 2013년 총회에서 유네스코 글로벌 학습도시 네트워크(UNESCO Global Network of Learning Cities: GNLC)를 출범하기로 결정
- 2015년 9월 멕시코시티에서 열린 ‘제2차 학습도시 국제회의’에서 학습도시 네트워크를 공식 출범했다.

## 가입 기준
전세계 인구 1만명 이상의 행정지구면 어디든 가입할 수 있다.

## 학습도시상
이 네트워크에 가입한 도시 중에서 학습도시 운영의 우수 사례를 선발해 2년에 한 번씩 유네스코 학습도시상을 시상한다.

## 같이 보기
- 유네스코 학습도시상
- 유네스코
- 유네스코 한국위원회
- 세계유산
- 세계기록유산
- 인류무형문화유산
- 생물권보전지역
- 세계지질공원
- 세계 책의 수도
- 유네스코 창의도시 네트워크
- 유네스코 국제상
  - 유네스코 세종대왕 문해상
  - 유네스코 직지상
- 국제 기념해
- 국제 기념일